# Gustav Seifert
Gustav Moritz Seifert (* 15. April 1885 in Neundorf bei Pirna; † 1. April 1945) war ein deutscher Schreiner oder Bäcker, nationalsozialistischer Kommunalpolitiker und Gründer der Ortsgruppe Hannover der Nationalsozialistischen Deutschen Arbeiterpartei (NSDAP).

## Leben
Gustav Seifert wuchs in den Gründerjahren des Deutschen Kaiserreichs auf als Sohn eines Bergarbeiters auf. Nach einer Lehre als Tischler wirkte er bereits als Jugendlicher von 1903 bis 1908 beim kaiserlichen Militär.
In seiner Jugend bekannte sich Gustav Seifert zunächst als Sozialdemokrat.
Im Jahr 1909 erhielt Gustav Seifert in Hannover eine Stellung zunächst als Hilfsschutzmann, ab 1913 dann als Schutzmann.
Während des Ersten Weltkrieges diente Seifert ab 1915 bis 1918 als Soldat, wurde als Feldpolizist in Warschau eingesetzt, wo er Menschen und Gebräuche des Ostjudentums kennenlernte.
Nach dem Krieg ging Seifert nach Hannover und erhielt dort eine Stellung bei dem Gummihersteller Continental AG. Ebenfalls z Beginn der Weimarer Republik trat Seifert der antisemitischen Deutschsozialistischen Partei bei, 1920 dem Verband Deutschvölkischer Schutz- und Trutzbund. Nachdem er 1921 in die Nationalsozialistische Deutsche Arbeiterpartei (NSDAP) übergetreten war, gründete er bereits am 2. Juli desselben Jahres gemeinsam mit dem Kaufmann Bruno Wenzel die Ortsgruppe Hannover der NSDAP. Es war die erste NSDAP-Ortsgründung auf dem Gebiet des späteren Landes Niedersachsen, die neunte außerhalb Bayerns und die fünfundzwanzigste überhaupt. Die Gründung fand in Oelses Bierlokal in der Adolfstraße 18 statt; zwei Wochen später unterzeichneten 10 Männer und 3 Frauen die Satzung und wählten Seifert zum Parteivorsitzenden, Bruno Wenzel zu seinem Stellvertreter. Beide hielten engen Kontakt zu der Parteizentrale in München.
Obwohl in Preußen schon im Herbst 1922 ein Parteiverbot gegen die NSDAP verhängt worden war, waren in der hannoverschen Ortsgruppe Ende des Jahres 1922 insgesamt 230, im Mai 1923 schon 321 zahlende Mitglieder registriert. Leiter der Ortsgruppe war Seifert, der auch die Zeitschrift Norddeutscher Beobachter gründete. 1923 musste er Hannover aus beruflichen Gründen verlassen, was Bernhard Rust zugutekam, dem damaligen Studienrat am Ratsgymnasium und späteren Reichserziehungsminister. Nach seiner Rückkehr nach Hannover beschwerte sich Seifert im Sommer 1925 bei dem Verleger des Völkischen Beobachters, Max Amann, der in seiner brieflichen Antwort jedoch die selbsttätige Durchsetzung des jeweils tüchtigsten Kämpfers empfahl.
In der zeitgleich mit der Reichstagswahl am 4. Mai 1924 abgehaltenen Kommunalwahl erhielt der Völkisch-soziale Block (VSB) 9.123 Stimmen und damit 3,9 Prozent. Dadurch konnte der VSB drei Bürgervorsteher in das hannoversche Bürgervorsteherkollegium entsenden, neben Gustav Seifert auch Bernhard Rust.
Seifert starb wahrscheinlich während der letzten Phase des Zweiten Weltkrieges. 1951 wurde er vom Amtsgericht Hannover für tot erklärt und der 1. April 1945 als amtliches Todesdatum festgesetzt.

## Schriften (Auswahl)
- Die Nationalsozialistische Bewegung 1921-1924. Gründung der Ortsgruppe Hannover, Geschichte der ersten SA. Hannovers Entscheidungskampf in Niedersachsen, Hannover: Druck der Schlüterschen Buchdruckerei, [1932 oder 1933]
- Die Treue ist das Mark der Ehre! Beginn und Entwicklung der ersten norddeutschen Kämpfe der N.S.D.A.P. in Hannover und Niedersachsen, 66 Seiten, Hannover: Selbstverlag Gustav Seifert, 1933